# Monchy-Saint-Éloi
Monchy-Saint-Éloi é uma comuna francesa na região administrativa de Altos da França, no departamento de Oise. Estende-se por uma área de 3,88 km². Em 2010 a comuna tinha 2 236 habitantes (densidade: 576,3 hab./km²).